# 楠木
楠木（学名：Phoebe zhennan）又名楠树、桢楠，是樟科楠属的一种。属大乔木，成熟时可达30米，其木材坚硬，价格昂贵，多用于造船和宫殿。现存最大的楠木殿是明十三陵中长陵祾恩殿，殿内共有巨柱60根，均由整根金丝楠木制成。北京故宮也僅南薰殿楠木使用較多，已經沒有完整的楠木殿了。
楠木极其珍贵，已经列入中國國家重點保護野生植物名錄之中。

## 延伸阅读
[在维基数据编辑]
 《欽定古今圖書集成·博物彙編·草木典·楠部》，出自陈梦雷《古今圖書集成》